# Maurin de Cologne
 (novembre 2022).
Maurin de Cologne, né le 3 juillet 804, est un abbé allemand.
Il a bâti l'église Saint-Maurin à Cologne. Les habitants y étaient opposés et voulurent le tuer. Mais l'église, qui servait quand même pour les catholiques, fut conservée.
Maurin est mort le 10 juin tué par les habitants. C'est un martyr de Cologne.
L'église Saint-Pantaléon de Cologne abrite ses reliques.
Il est fêté le 10 juin à Cologne.